# 노비드부르군 (포모제주)

포모제주 지도에 표시된 노비드부르군의 위치

노비드부르군(폴란드어: powiat nowodworski)은 폴란드 포모제주에 위치한 군으로 군청 소재지는 노비드부르그단스키이며 면적은 652.75km2, 인구는 35,656명(2019년 기준), 인구 밀도는 55명/km2이다.
동쪽으로는 비스툴라 석호, 남동쪽으로는 바르미아마주리주 엘블롱크군, 남쪽으로는 말보르크군, 서쪽으로는 그단스크군, 그단스크시, 북쪽으로는 발트해, 북동쪽으로는 러시아 칼리닌그라드주와 접한다. 5개 지방 자치체(2개 도시형 농촌, 3개 농촌)를 관할한다.

군기
군 문장